# Berny-en-Santerre
Pour les articles homonymes, voir Berny.
Berny-en-Santerre est une commune française située dans le département de la Somme en région Hauts-de-France.

## Géographie

### Localisation

#### Communes limitrophes
|                      | Belloy-en-Santerre |                   |
| Estrées-Deniécourt   | Berny-en-Santerre  | Villers-Carbonnel |
| Ablaincourt-Pressoir | Fresnes-Mazancourt |                   |

### Description
Berny-en-Santerre est un village rural picard du Santerre situé dans l'est du département de la Somme, à une dizaine de kilomètres au sud-ouest  de Péronne, 32 km à l'ouest de Saint-Quentin et à 38 km à l'est d'Amiens.
L'autoroute A1 traverse le territoire communal, desservie par sa sortie no 13 et par l'ex-route nationale 29 actuelle RD 1029). La Gare TGV Haute-Picardie, sur la LGV Nord, est à proximité immédiate de la commune. La Gare de Chaulnes sur la ligne d'Amiens à Laon est également proche de Berny-en-Santerre. Les  trains régionaux TER Hauts-de-France qui effectuent des missions entre les gares d'Amiens et de Tergnier ou de Laon s'y arrêtent.
Le paysage de la commune est celui d'un plateau quelque peu vallonné à l'est. Le sol et le sous-sol de la commune de Berny-en-Santerre sont pour la majeure partie de nature argileuse et à l'est calcaire. On trouve également de la terre glaise à l'est.
Aucun cours d'eau ne traverse la commune. La nappe phréatique était située à la fin du XIXe siècle à 25 m en dessous du niveau du sol.
Le climat de la commune est tempéré océanique dit séquanien.

### Hydrographie
La commune est située dans le bassin Artois-Picardie. Elle n'est drainée par aucun cours d'eau.

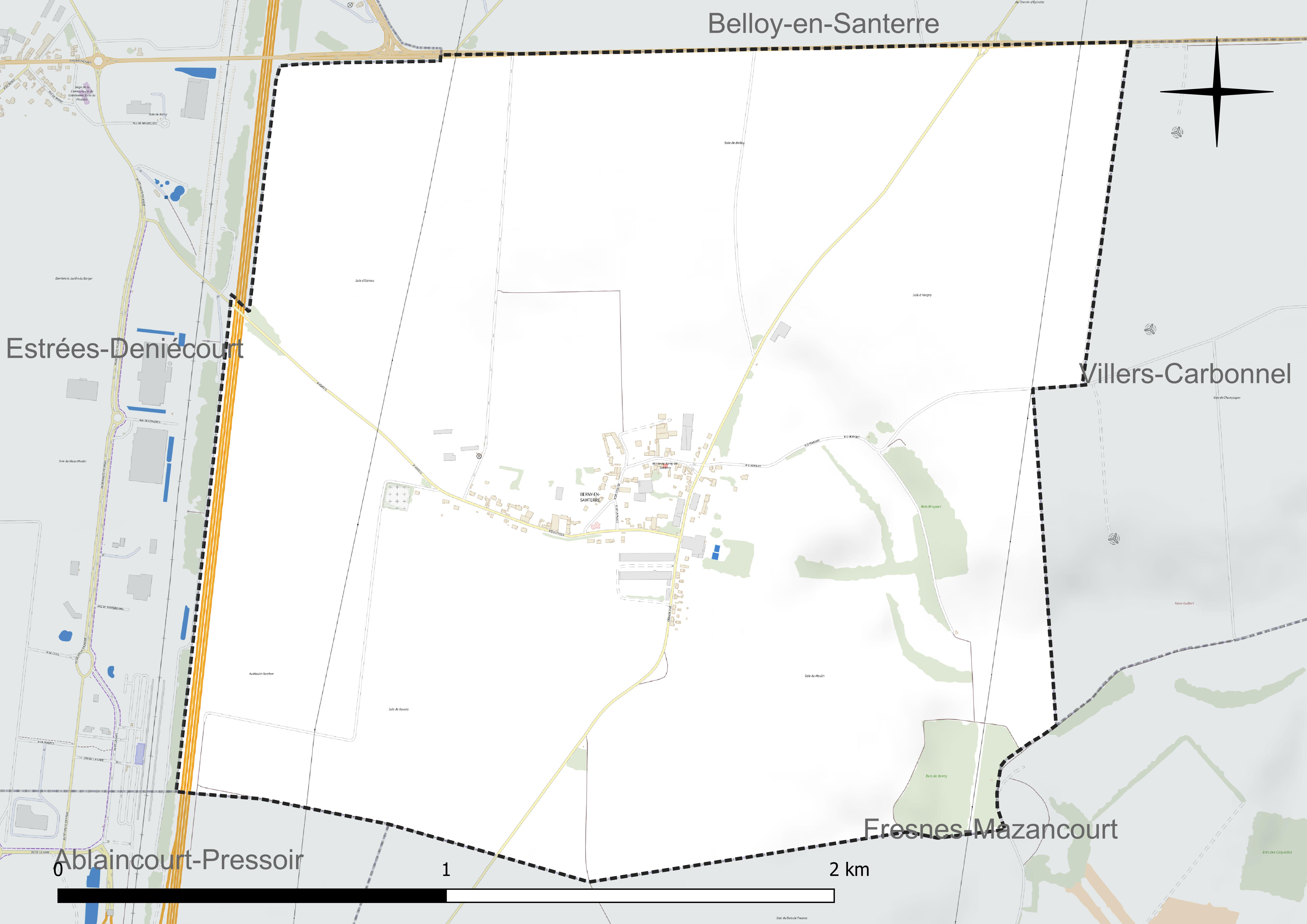
Réseau hydrographique de Berny-en-Santerre.

### Climat
Pour des articles plus généraux, voir Climat des Hauts-de-France et Climat de la Somme.
En 2010, le climat de la commune est de type climat océanique dégradé des plaines du Centre et du Nord, selon une étude du CNRS s'appuyant sur une série de données couvrant la période 1971-2000. En 2020, Météo-France publie une typologie des climats de la France métropolitaine dans laquelle la commune est exposée à un climat océanique et est dans la région climatique Nord-est du bassin Parisien, caractérisée par un ensoleillement médiocre, une pluviométrie moyenne régulièrement répartie au cours de l'année et un hiver froid (3 °C).
Pour la période 1971-2000, la température annuelle moyenne est de 10,3 °C, avec une amplitude thermique annuelle de 14,7 °C. Le cumul annuel moyen de précipitations est de 722 mm, avec 11,3 jours de précipitations en janvier et 8,5 jours en juillet. Pour la période 1991-2020, la température moyenne annuelle observée sur la station météorologique la plus proche, située sur la commune d'Estrées-Mons à 11 km à vol d'oiseau, est de 11,0 °C et le cumul annuel moyen de précipitations est de 647,5 mm,. Pour l'avenir, les paramètres climatiques de la commune estimés pour 2050 selon différents scénarios d'émission de gaz à effet de serre sont consultables sur un site dédié publié par Météo-France en novembre 2022.

## Urbanisme

### Présentation
La commune présente un habitat groupé.
Le village détruit au cours de la Première Guerre mondiale a été entièrement reconstruit pendant l'entre-deux-guerres.

### Typologie
Au 1er janvier 2024, Berny-en-Santerre est catégorisée commune rurale à habitat dispersé, selon la nouvelle grille communale de densité à sept niveaux définie par l'Insee en 2022.
Elle est située hors unité urbaine. Par ailleurs la commune fait partie de l'aire d'attraction de Péronne, dont elle est une commune de la couronne,. Cette aire, qui regroupe 52 communes, est catégorisée dans les aires de moins de 50 000 habitants,.

### Occupation des sols
L'occupation des sols de la commune, telle qu'elle ressort de la base de données européenne d'occupation biophysique des sols Corine Land Cover (CLC), est marquée par l'importance des territoires agricoles (91,9 % en 2018), en diminution par rapport à 1990 (94,4 %). La répartition détaillée en 2018 est la suivante : 
terres arables (91,9 %), zones urbanisées (5,6 %), zones industrielles ou commerciales et réseaux de communication (2,5 %). L'évolution de l'occupation des sols de la commune et de ses infrastructures peut être observée sur les différentes représentations cartographiques du territoire : la carte de Cassini (XVIIIe siècle), la carte d'état-major (1820-1866) et les cartes ou photos aériennes de l'IGN pour la période actuelle (1950 à aujourd'hui).

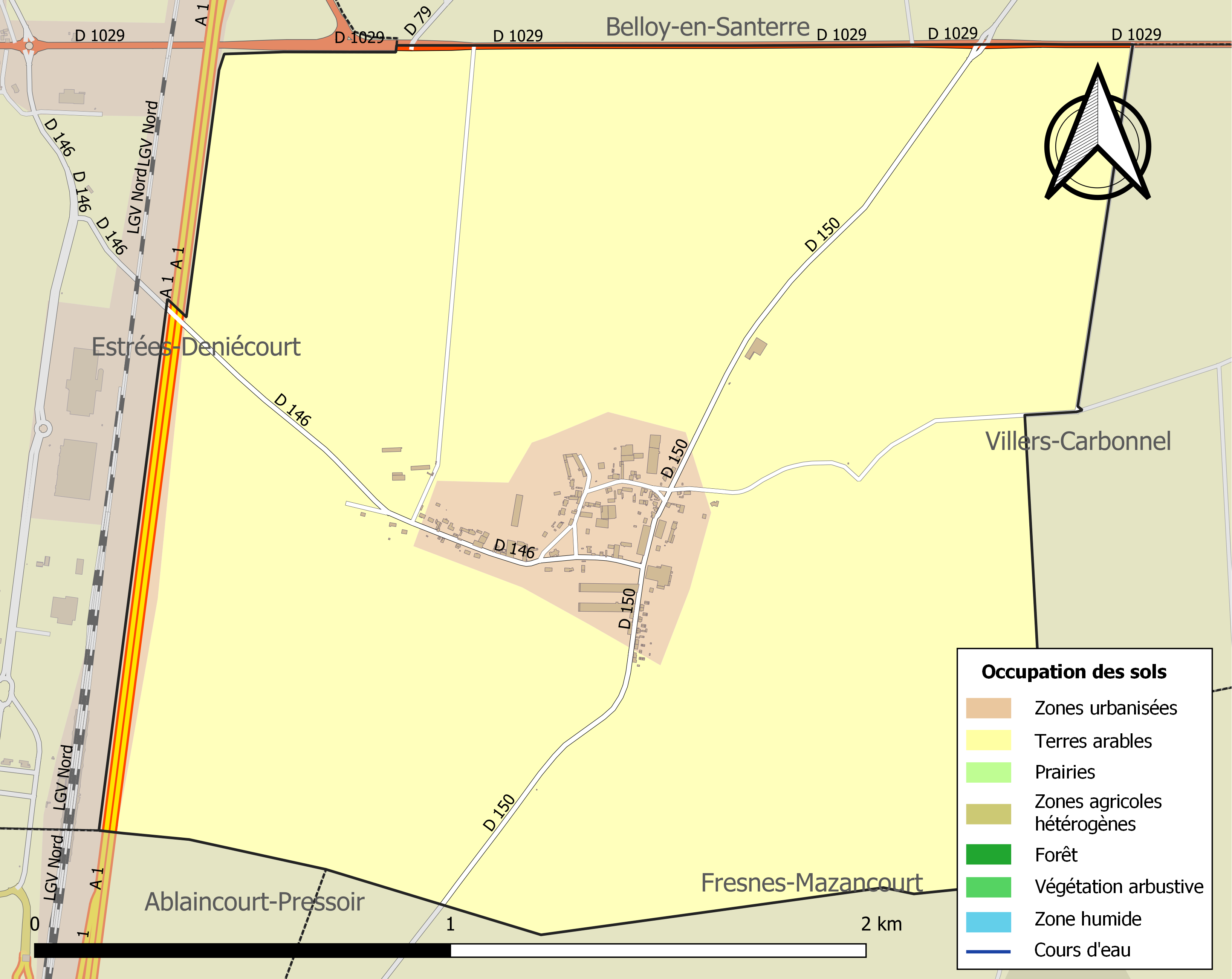
Carte des infrastructures et de l'occupation des sols de la commune en 2018 (CLC).

## Toponymie
Le nom de la localité est attesté sous les formes Berni (1177.) ; Breny (1434-1435.) ; Bregny (1648.) ; Berny (1757.) ; Berny-en-Santerre (1836.).
Il est possible que le nom du village provienne du vieux français Bernis (toile grossière), ou du patois picard berny, un « endroit spacieux ».
Le Santerre est une région naturelle de France située au cœur de la Picardie, et de l'actuelle région Hauts-de-France.

## Histoire

### Antiquité
L'origine de Berny-en-Santerre remonterait à l'époque gauloise.
L'archéologie aérienne fait plus sûrement remonter l'existence du lieu à Antiquité : une photographie aérienne prise par Roger Agache en 1983 montre la présence de substructions d'une villa romaine.

### Moyen Âge
La première mention du lieu nommé Berny date du Moyen Âge, dans un diplôme de Charles II le Chauve de 867.
Avant le milieu du XIe siècle, la seigneurie passa par alliance à la maison de Breteuil.
En 1090, des biens situés à Berny-en-Santerre furent parmi les premières donations faites à l'abbaye Saint-Vaast d'Arras puis à la prévôté de Mesnil-en-Arrouaise. L'abbaye Saint-Vaast garda la dîme et le patronage de la cure dépendante du doyenné de Curchy.
En 1214, Simon de Berni, seigneur du lieu devait l'hommage à Gautier, châtelain de Péronne.
Depuis des temps immémoriaux, c'est la coutume de Péronne qui était respectée.

### Époque moderne
En 1589, Antoine de Berny était receveur général de la Ligue en Picardie.
Au XVIIIe siècle, la seigneurie de Berny-en-Santerre était aux mains de la Maison de Rouvroy de Saint Simon.

### Époque contemporaine

#### Première Guerre mondiale
Pendant la Première Guerre mondiale, le village se trouve en première ligne, particulièrement lors de la bataille de la Somme de 1916. Le 17 septembre 1916, Berny-en-Santerre est repris par la Xe armée française qui fait 1 400 prisonniers allemands. En 2016, le village a commémoré cette bataille en nomment sa place « place du 17-Septembre-1916 ».
En mars 1918, le village est repris par l'armée allemande au cours de la bataille du Kaiser. Il est définitivement libéré par les armées alliées en août 1918.
Le village est considéré comme détruit à la fin de la guerre et est décoré de la Croix de guerre 1914-1918 le 27 octobre 1920.

#### Seconde Guerre mondiale
Au début de la Seconde Guerre mondiale, les habitants de Berny sont évacués sur ordre de la préfecture de la Somme. Des combats de la bataille de France se déroulent sur le territoire communal.
La commune est située dans la zone des combats de la bataille de l'Aisne et de la Somme lors de la Seconde Guerre mondiale. En effet la commune, comme Fresnes-Mazancourt, Marchélepot, Misery, Licourt, Pertain et Villers-Carbonnel fait partie de la ligne Weygand dont la défense est confiée au 22e Régiment de Marche de Volontaires Étrangers (22e RVME),,.
Du 4 au 7 juin 1940, les 2 500 hommes du régiment bloquent l'avance de l'armée allemande. Succombant sous le nombre des attaques d'infanterie, des panzers et des bombardements de l'aviation, de l'artillerie, 800 hommes sont faits prisonniers.

## Politique et administration

### Rattachements administratifs et électoraux
La commune se trouve dans l'arrondissement de Péronne du département de la Somme. Pour l'élection des députés, elle fait partie depuis 1958 de la cinquième circonscription de la Somme.
Elle faisait partie depuis 1793 du canton de Chaulnes. Dans le cadre du redécoupage cantonal de 2014 en France, la commune est intégrée au canton de Ham.

### Intercommunalité
La commune était adhérente de la communauté de communes de Haute-Picardie créée en 1994 sous le nom de communauté de communes de Chaulnes et environs, et qui a pris sa dénomination de communauté de communes de Haute-Picardie en 1999.
Dans le cadre des dispositions de la loi portant nouvelle organisation territoriale de la République du 7 août 2015, qui prévoit que les établissements publics de coopération intercommunale (EPCI) à fiscalité propre doivent avoir un minimum de 15 000 habitants, la préfète de la Somme propose en octobre 2015 un projet de nouveau schéma départemental de coopération intercommunale (SDCI) qui prévoit la réduction de 28 à 16 du nombre des intercommunalités à fiscalité propre du département.
Le projet préfectoral prévoit la « fusion des communautés de communes de Haute Picardie et du Santerre », le nouvel ensemble de 17 954 habitants regroupant 46 communes,,. À la suite de l'avis favorable de la commission départementale de coopération intercommunale en janvier 2016, la préfecture sollicite l'avis formel des conseils municipaux et communautaires concernés en vue de la mise en œuvre de la fusion le 1er janvier 2017.
Cette procédure aboutit à la création au 1er janvier 2017 de la communauté de communes Terre de Picardie, dont la commune est désormais membre.

### Liste des maires
| Période                                  | Période                      | Identité      | Étiquette | Qualité                                                                                                 |
| ---------------------------------------- | ---------------------------- | ------------- | --------- | --- |
| Les données manquantes sont à compléter. |                              |               |           | |
| mars 2001                                | 2008                         | Rémy Leroy    |           | |
| mars 2008                                | En cours (au 8 octobre 2020) | Francis Leroy | LR        | Agriculteur Patron de la Team Off-Road Concept sur le Rallye Dakar 2022 Réélu pour le mandat 2020-2026, |

## Démographie
L'évolution du nombre d'habitants est connue à travers les recensements de la population effectués dans la commune depuis 1793. Pour les communes de moins de 10 000 habitants, une enquête de recensement portant sur toute la population est réalisée tous les cinq ans, les populations de référence des années intermédiaires étant quant à elles estimées par interpolation ou extrapolation. Pour la commune, le premier recensement exhaustif entrant dans le cadre du nouveau dispositif a été réalisé en 2004.

En 2022, la commune comptait 151 habitants, en évolution de −2,58 % par rapport à 2016 (Somme : −1,26 %, France hors Mayotte : +2,11 %).
| 1793 | 1800 | 1806 | 1821 | 1831 | 1836 | 1841 | 1846 | 1851 |
| ---- | ---- | ---- | ---- | ---- | ---- | ---- | ---- | ---- |
| 360  | 354  | 336  | 366  | 389  | 335  | 339  | 330  | 337  |

| 1856 | 1861 | 1866 | 1872 | 1876 | 1881 | 1886 | 1891 | 1896 |
| ---- | ---- | ---- | ---- | ---- | ---- | ---- | ---- | ---- |
| 331  | 285  | 302  | 316  | 282  | 265  | 252  | 293  | 277  |

| 1901 | 1906 | 1911 | 1921 | 1926 | 1931 | 1936 | 1946 | 1954 |
| ---- | ---- | ---- | ---- | ---- | ---- | ---- | ---- | ---- |
| 305  | 274  | 259  | 105  | 180  | 228  | 207  | 163  | 182  |

| 1962 | 1968 | 1975 | 1982 | 1990 | 1999 | 2004 | 2006 | 2009 |
| ---- | ---- | ---- | ---- | ---- | ---- | ---- | ---- | ---- |
| 172  | 174  | 169  | 146  | 149  | 153  | 139  | 143  | 152  |

| 2014 | 2019 | 2022 | - | - | - | - | - | - |
| ---- | ---- | ---- | - | - | - | - | - | - |
| 155  | 152  | 151  | - | - | - | - | - | - |

## Économie
L'agriculture reste l'activité dominante de la commune.

## Culture locale et patrimoine

### Lieux et monuments
- Église Saint-Vaast : reconstruite dans l'entre-deux-guerres, œuvre de l'architecte Louis Duthoit[43].

- Monument aux morts : construit en 1926 par Louis Duthoit.

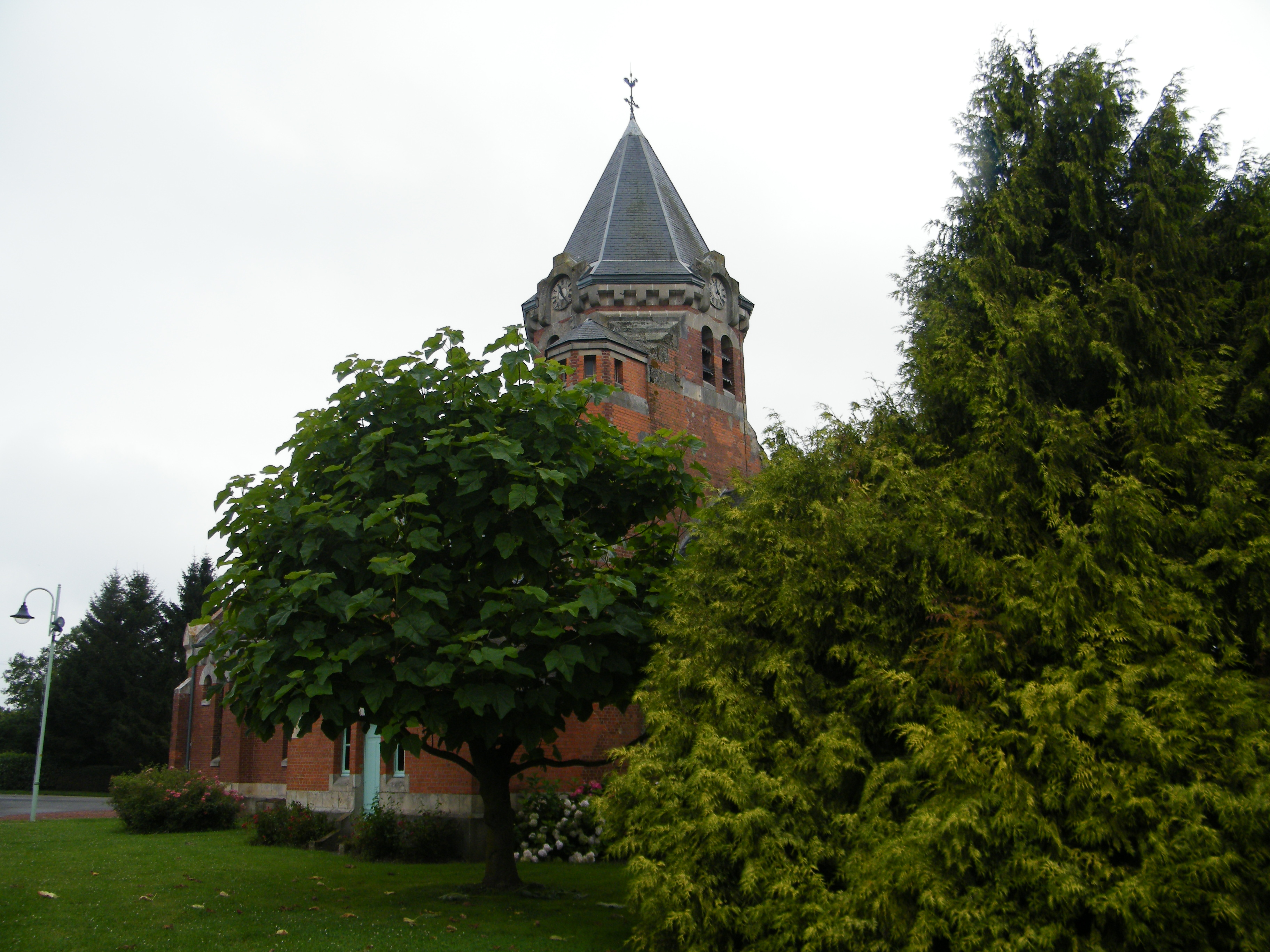
L'église  dans la verdure.
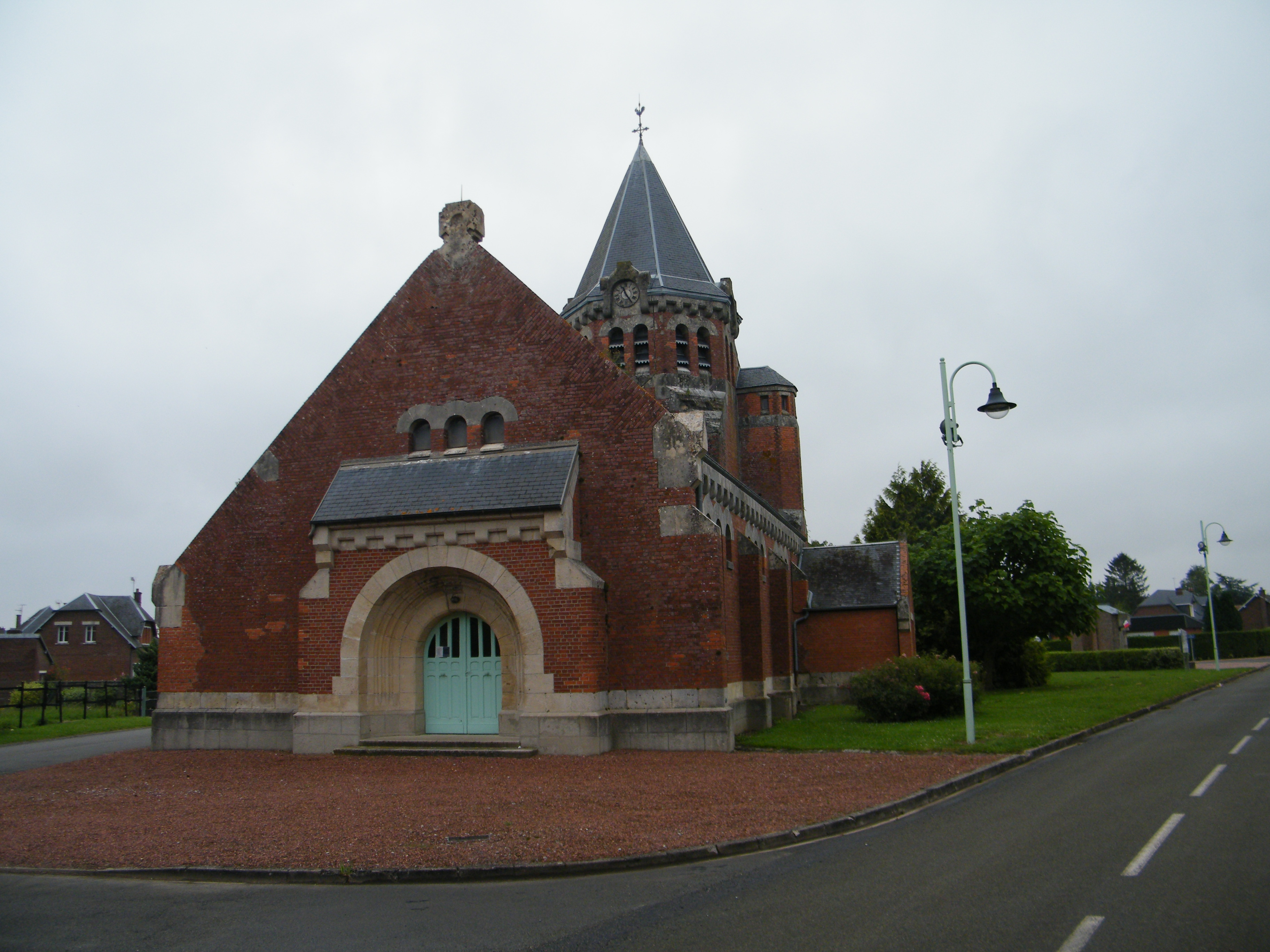
Autre vue de l'église.
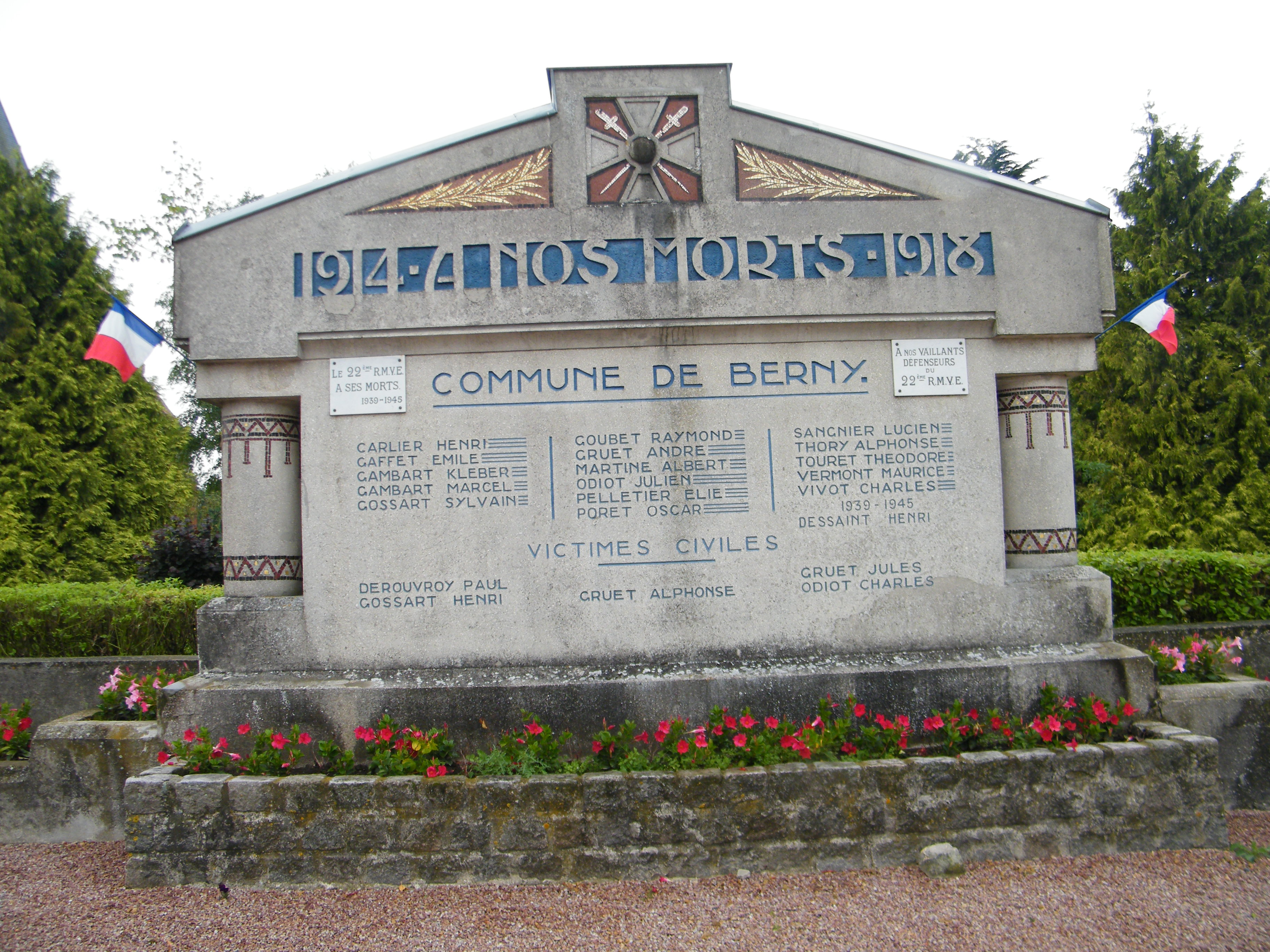
Monument aux morts.
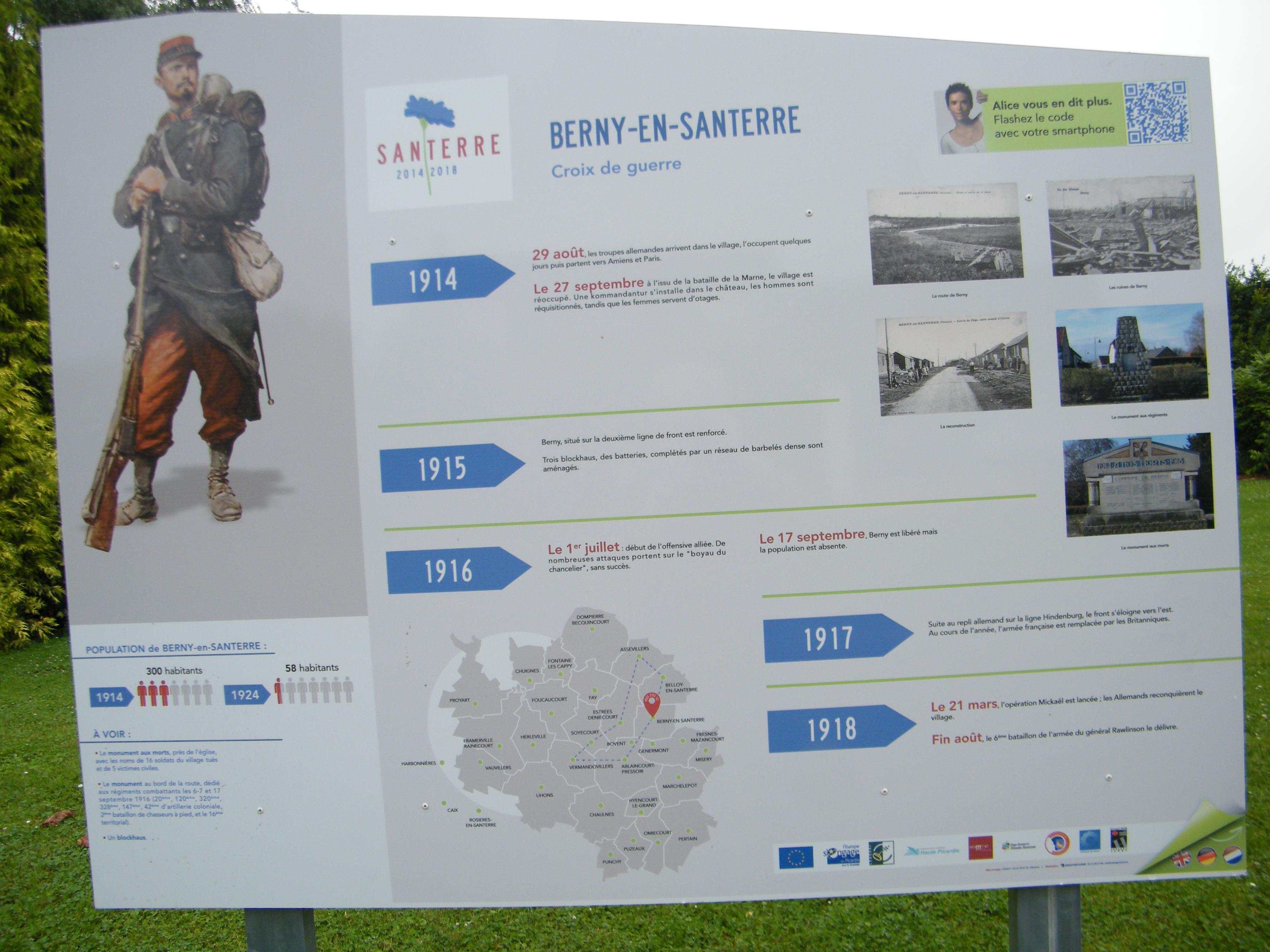
Paneau d'histoire locale.

### Personnalités liées à la commune
- Antoine Galiot Mandat de Grancey, chevalier, dernier seigneur de Berny-en-Santerre (1731-1792), commandant de la Garde nationale de Paris, le 10 août 1792, chargé de la défense du Palais des Tuileries.
- C'est à Berny-en-Santerre que sont arrêtés le 26 février 1820, par Vidocq des membres de la bande de voleurs et d'assassins surnommés les Chauffeurs du Santerre qui terrorisaient la région[44],[45].

## Pour approfondir